# 527

## Esdeveniments
- II Concili de Toledo.[1]
- Justinià (bisbe) de València, restaura les esglésies de la ciutat i comença la construcció de dues noves esglésies.[2]
- Comença la guerra de l'Imperi Romà d'Orient contra els Sassànides.[3]